# Jim Norton
Jim Norton (Dublin, 4 januari 1938) is een Iers acteur.

## Carrière
Norton begon in 1965 met acteren in de film The Face of Fu Manchu, waarna hij nog meerdere rollen speelde in films en televisieseries. Naast het acteren voor televisie is hij ook actief in het theater. Hij maakte in 1999 zijn debuut op Broadway in het toneelstuk The Weir in de rol van Jack, hierna speelde hij nog meerdere rollen op Broadway. In 2008 won hij een Tony Award en een Laurence Olivier Award voor zijn rol in het toneelstuk The Seafarer in de rol van Richard Harkin. 

## Filmografie

### Films
Selectie:
- 2018 Mary Poppins Returns - als Binnacle
- 2016 The Boy - als mr. Heelshire
- 2014 Jimmy's Hall - als pastoor Sheridan
- 2011 Extremely Loud & Incredibly Close - als oude mr. Black
- 2011 Water for Elephants - als Camel
- 2008 The Boy in the Striped Pyjamas - als Herr Liszt
- 2002 Harry Potter and the Chamber of Secrets - als mr. Mason
- 1998 American History X - als Randy
- 1992 Memoirs of an Invisible Man - als dr. Bernard Wachs
- 1990 Hidden Agenda - als Brodie
- 1971 Straw Dogs - als Chris Cawsey
- 1965 The Face of Fu Manchu - als Mathius

### Televisieseries
Uitgezonderd eenmalige gastrollen.
- 2022 Cheaters - als Harold - 2 afl.
- 2021 Dalgliesh - als pastoor Barnes - 2 afl.
- 2020 Tournament of Laughs - als Chip Chipperson - 5 afl.
- 2014-2018 Elementary - als sir James Walter - 3 afl.
- 2015 River - als Michael Bennigan - 4 afl.
- 2013 Deception - als Larry Joyce - 6 afl.
- 2007 Waking the Dead - als David Dusniak - 2 afl.
- 2004 Proof - als Ronan Corcoran - 2 afl.
- 1995-1998 Father Ted - als bisschop Len Brennan - 2 afl.
- 1991-1993 Star Trek: The Next Generation - als Albert Einstein - 2 afl.
- 1985 Wonders in Letterland - als diverse karakters - 10 afl.
- 1982-1983 Nanny - als Michael Twomey - 10 afl.
- 1978 Against the Wind - als Cunningham - 2 afl.
- 1975 Sam - als Tad - 3 afl.
- 1974 Colditz - als kapitein James Porteous - 2 afl.
- 1973 Crown Court - als Jeremy Williams - 3 afl.
- 1972 Villains - als Smedley - 3 afl.

## Theaterwerk opBroadway
- 2016 The Crucible - als Giles Corey
- 2014 Of Mice and Men - als Candy
- 2012-2013 The Mystery of Edwin Drood - als mr. William Cartwright
- 2009-2010 Finian's Rainbow - als Finian McLonergan
- 2007-2008 The Seafarer - als Richard Harkin
- 1999 The Weir - als Jack

- Biblioteca Nacional de España: XX5665451
- Bibliothèque nationale de France: cb167269414 (data)
- Gemeinsame Normdatei: 1067878246
- International Standard Name Identifier: 0000 0000 6384 8747
- Library of Congress Control Number: n95110240
- MusicBrainz: 16bdda21-01ea-4cb6-8c39-b954dc2a90de
- Nationale bibliotheek van Australië: 40012674
- Nationale Bibliotheek van Israël: 987007589915405171
- Nederlandse Thesaurus van Auteursnamen: 29705256X
- Système universitaire de documentation: 082123470
- Virtual International Authority File: 14025111
- WorldCat: E39PBJgCHQvVqVVvWPHfQy3RKd